# Joseph Treffry
Joseph Thomas Treffry (geb. 1782 in Plymouth als Joseph Thomas Austen; gest. 28. Januar 1850 in Fowey) war ein englischer Ingenieur und Industrieller, der durch den Bau von Häfen, Transportwegen und Bergwerken die Infrastruktur und Wirtschaft in Cornwall nachhaltig prägte.

## Leben

### Frühes Leben und Ausbildung
Joseph Thomas Austen wurde 1782 in Plymouth, Devon geboren. Sein Vater, Joseph Austen, war ein ehemaliger Bürgermeister von Plymouth, und seine Mutter, Susanna Treffry, stammte aus einer wohlhabenden Familie. Nach dem Tod seines Onkels William Esco Treffry im Jahr 1808 erbte er das Familienanwesen Place House in Fowey und änderte seinen Namen per Deed Poll in Treffry.

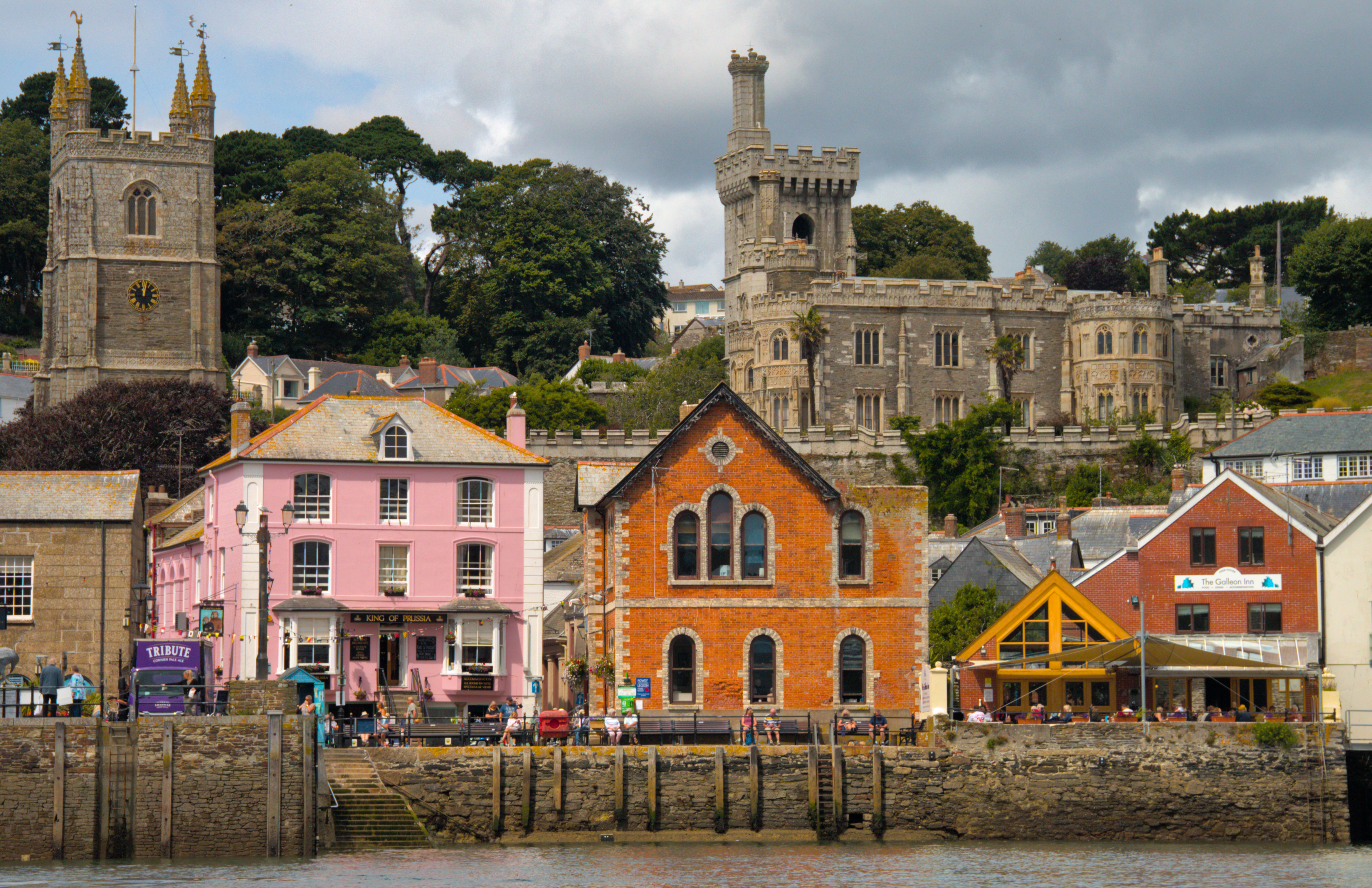
Place House, Fowey

### Bergbau und Industrie
Treffry war ein ausgebildeter Bauingenieur und spielte eine entscheidende Rolle in der Entwicklung der Bergbauindustrie in Cornwall. Er baute einen neuen Kai in Fowey, um größere Schiffe für den Export von Zinn abfertigen zu können. 1820 wurde er Partner in mehreren Bergwerken, darunter Wheal Regent und Fowey Consols, die unter seiner Leitung 1822, nachdem er 1822 beide gekauft und zusammengelegt hatte, mit knapp 1700 Mitarbeitern zum produktivsten Bergwerk in Cornwall wurden.

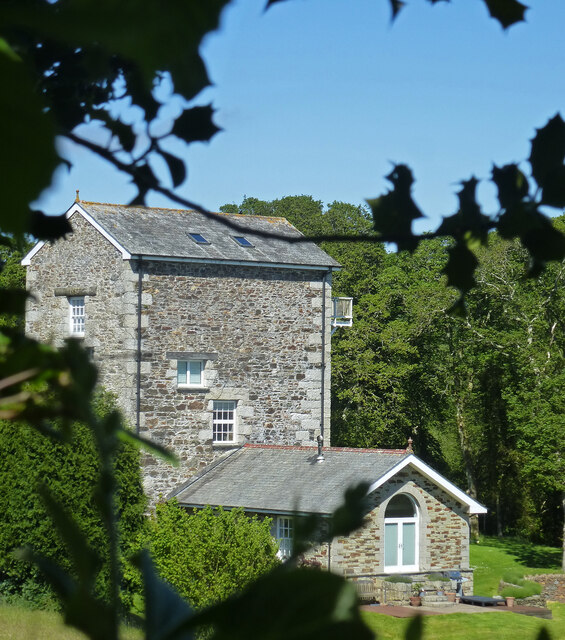
Pump Station, Fowey Consols

### Par Harbour und Transportprojekte
Da Cornwall geografisch isoliert war, plante Treffry 1828 den Bau eines neuen Hafens in Par, um den Transport von Erzen zu erleichtern. Der Hafen wurde 1833 eröffnet und konnte bis zu 50 Schiffe zeitgleich abwickeln. Zudem entwickelte er mit den Treffry Tramways ein Netzwerk von Schmalspurbahnen in Cornwall, um die Minen mit dem Hafen zu verbinden.

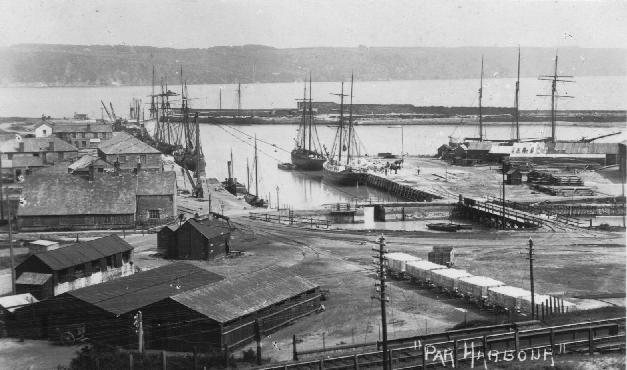
Par Harbour (um 1905)

### Treffry-Viadukt
Eines seiner bedeutendsten Bauwerke ist das Treffry-Viadukt, das sowohl als Aquädukt als auch als Verkehrsweg für Erze diente. Das Bauwerk mit zehn Bögen ist heute eine historische Sehenswürdigkeit. Es befindet sich in der Nähe des Dorfes Luxulyan in Cornwall. Das Viadukt überquert das Luxulyan-Tal und ist Teil der Treffry Tramways.

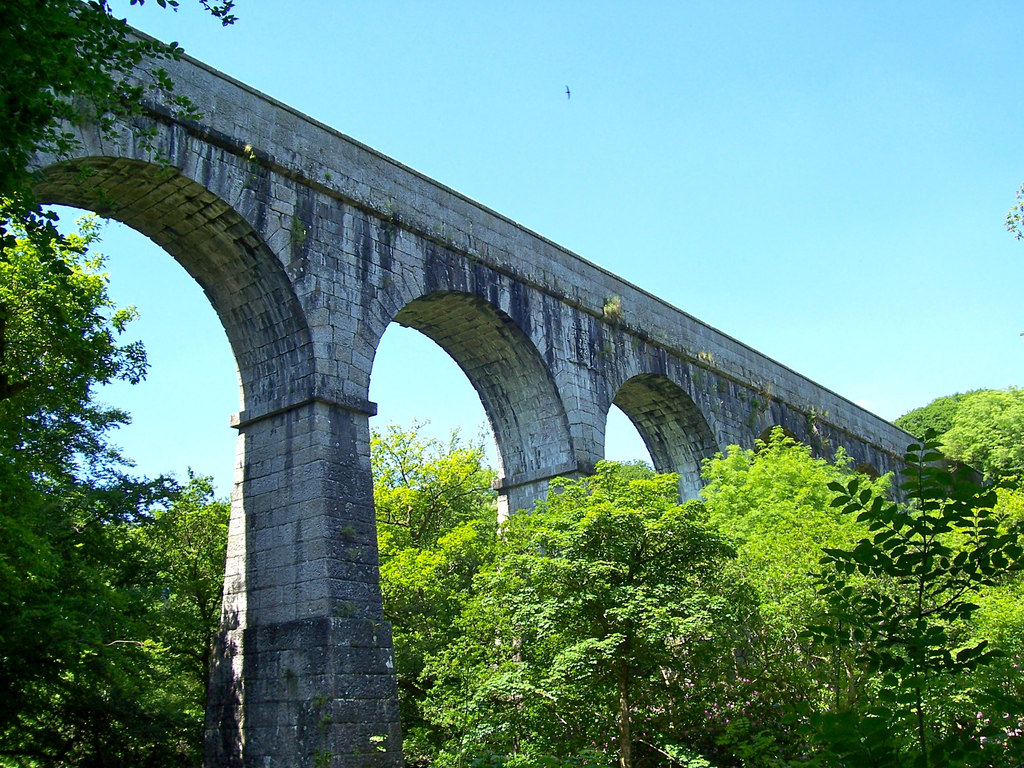
Treffry-Viadukt (Cornwall)

### Spätere Jahre und Vermächtnis
Treffry war von 1839 bis 1840 High Sheriff von Cornwall und spielte eine wichtige Rolle in der Entwicklung der Infrastruktur der Region. So war er auch maßgeblich am Ausbau des Hafens von Newquay beteiligt, den er 1838 kaufte.

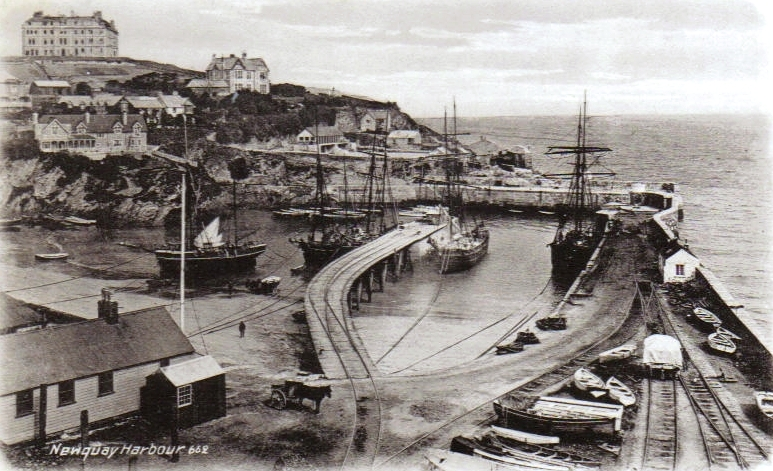
Newquay Harbour (um 1900)

Er starb 1850 an einer Lungenentzündung.